# Igeltjärnen (Alfta socken, Hälsingland, vid Malvik)
Igeltjärnen är en sjö i Ovanåkers kommun i Hälsingland och ingår i Ljusnans huvudavrinningsområde.